# Mahnomen County
Mahnomen County is een county in de Amerikaanse staat Minnesota.
De county heeft een landoppervlakte van 1.440 km² en telt 5.190 inwoners (volkstelling 2000). De hoofdplaats is Mahnomen.

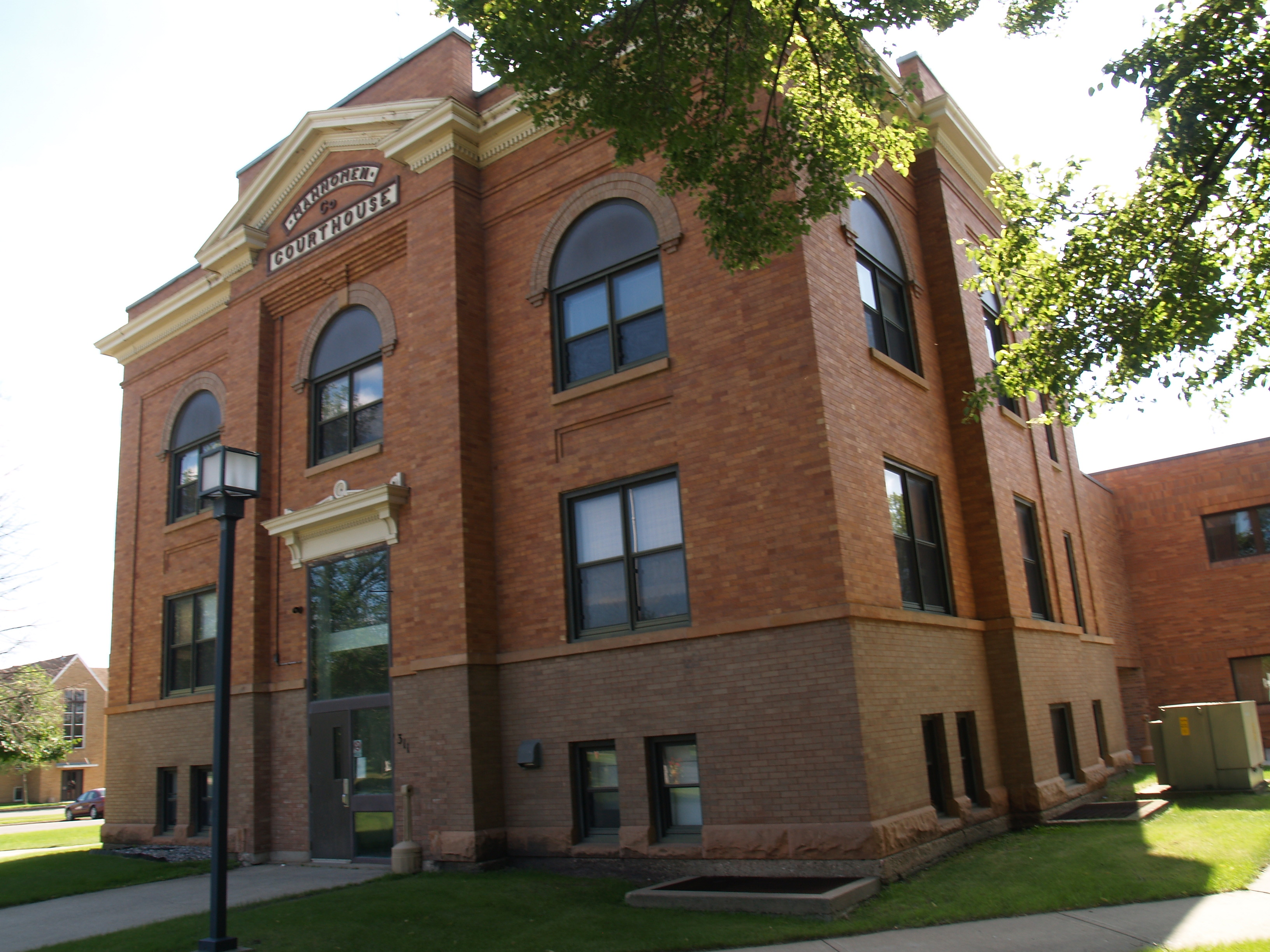
Mahnomen County Courthouse